# ميشيل شتال
ميشيل شتال (بالفرنسية: Michel Stahl)‏ هو قس فرنسي، ولد في يونيو 1914، وتوفي في 1989 في ايمارجيس في فرنسا.
1. 1 2   https://deces.matchid.io/search?advanced=true&fuzzy=false&view=card-expand&ln=Stahl&fn=Michel%2CFrederic%2CMaurice&bd=01%2F06%2F1914&bc=Grenoble&dd=30%2F09%2F1989. {{استشهاد ويب}}: |url= بحاجة لعنوان (مساعدة) والوسيط |title= غير موجود أو فارغ (من ويكي بيانات) (مساعدة)
2. 1 2 3 4 5   https://www.ordredelaliberation.fr/fr/compagnons/michel-stahl. {{استشهاد ويب}}: |url= بحاجة لعنوان (مساعدة) والوسيط |title= غير موجود أو فارغ (من ويكي بيانات) (مساعدة)